# Дзбоне
Дзбоне (пол. Dzbonie) — село в Польщі, у гміні Опіноґура-Ґурна Цехановського повіту Мазовецького воєводства.
Населення — 163 особи (2011).
У 1975-1998 роках село належало до Цехановського воєводства.

## Демографія
Демографічна структура станом на 31 березня 2011 року:
|          | Загалом | Допрацездатний вік | Працездатний вік | Постпрацездатний вік |
| -------- | ------- | ------------------ | ---------------- | -------------------- |
| Чоловіки | 75      | 21                 | 43               | 11                   |
| Жінки    | 88      | 20                 | 47               | 21                   |
| Разом    | 163     | 41                 | 90               | 32                   |